# 藤井理乃
藤井 理乃（ふじい りの、6月20日 - ）は、日本の漫画家。愛知県在住。東京コミュニケーションアート専門学校卒業生。
コンピュータゲームを題材にしたアンソロジー集の作品執筆を中心に活動している。

## 作品リスト

### 漫画作品
- 諸葛瑾 - ねこねこソフト公式サイト内、他作家と交代で担当
- ラムネ - コンプエース（角川書店）
- はぴねす! - 月刊コミックアライブ（メディアファクトリー）
- CLANNAD 〜光見守る坂道で〜 - コミデジ+（ソフトバンククリエイティブ）
- きゅーきゅーキュート!（原作・野島けんじ）- 月刊コミックアライブ（メディアファクトリー）、全3巻
- T.P.さくら 〜タイムパラディンさくら〜（原作・CIRCUS) - 電撃大王(アスキー・メディアワークス)
- ロコ・モーション - まんがタイム（芳文社）
- D.C.III 〜ダ・カーポIII〜公式新聞部日誌（原作・CIRCUS） - コミック アース・スター（アース・スター エンターテイメント）
- 羊くんならキスしてあげる☆（原作・野村美月）（第6話～） - 『E☆2』Vol.9 - Vol.16※第5話まで（Vol.3～Vol.7）の作画担当は青桐静